# Ivan Sjisjman
Ivan Sjisjman, född cirka 1350, död 1395, var Bulgariens regent 1371–1395. Han regerade endast en del av Bulgarien. Den del av Bulgarien han regerade över erövrades av osmanerna 1395. 